# Mohammed Memchaoui
Mohammed Memchaoui (en arabe محمد ممشاوي) homme de politique Algérien né à Tlemcen le 29 mars 1917, neveu de Messali Hadj. Adhère à l'ENA à l'âge de 19 ans. Arrêté en 1939 et condamné à six mois de prison à Alger. Le 17 mars 1941 condamné à seize ans de travaux forcés, il est mis en résidence forcée à Berrouaghia, déporté la même année à Tabelbala. En février 1944 transféré à Béni-Abbés.
Mars 1945 hospitalisé à Tlemcen, envoyé au camp de bossuet le 22 mai 1945 puis au camp de mecheria en novembre.
Organisateur du congrès d'Hornu en Belgique du 13 au 15 juillet 1954. Après le premier novembre 1954 il est responsable du Mouvement national algérien à l'Oranie. arrêté le 26 décembre 1954 dans les locaux de la police à Tlemcen, il quitte le prison d'Oran en octobre 1955 et est transféré à Aflou, la cour d'Alger le condamne à un an de prison et dix ans de privation de ses droits civiques. Après sa libération le 27 décembre 1958 il devient responsable du MNA.

## Ressource
- 'Dictionnaire biographique de militants nationalistes algériens, 1926-1954 Par Benjamin Stora page 295